# Elodes scutellaris
Elodes scutellaris is een keversoort uit de familie moerasweekschilden (Scirtidae). De wetenschappelijke naam van de soort werd in 1868 gepubliceerd door Henri Tournier.